# Osl nemzetség
Az Osl nemzetség (a középkori forrásokban Osl, Osul, Oschli, Osli, Oslu, Wsl -ként hivatkozott nemzetség) első név szerint ismert személye Oslu comes a csornai monostor  – „Osl conventje” –  feltételezett alapítója 1200-ban tűnt fel a Fertő vidékén. A nemzetségről a fennmaradt krónikák nem tesznek említést, így a magyar történetírás 19. századi időszakában a nemzetség származásáról több, egymásnak ellentmondó elmélet is született. Már a 13. század elején is népesnek tekinthető nemzetség szövevényes származásrendje további problémákat vetett fel, viszont a nemzetségből kivált ispáni családok története jól követhető. A nemzetség oldalágait már a 13. században az akkori lakóhelyükkel azonosították.
A középkor folyamán az Osl nemzetség főrendű családjai nemzetségi identitásukat mindvégig megőrizték. Az első ismert ispánjaik nevét több nemzedéken keresztül viselték, az összetartozás tudata birtokügyeikben is kifejeződött. A nemzetségi monostornak is tekinthető csornai monostort a fennállása alatt mindvégig jelentős adományokkal látták el, heraldikai emlékeik is egy közös nemzetségi címer használatára utalnak. A kezdetben valószínűleg határvédelmi feladatot ellátó nemzetség Kanizsai és  Ostfi de Asszonyfalva  oldalágai jelentős befolyással bírtak nem csak a térség, hanem az egész ország történelmére is.

## A magyar nemzetségekről
A magyar nemzetségek létezésének kétségbevonhatatlan bizonyítékait a krónikák és oklevelek őrizték meg. A rokon családoknak ezek a szoros szövetségei az Árpád-kort követő oklevelekben is megjelennek, de a székelyeknél még a 16. század elején is kimutatható a nemzetségek és az azokon belüli ágak továbbélése.
A keleti népek törzsszerkezete vérségi kapcsolatok rendszerére épült, a tisztségek és méltóságok örökség útján hagyományozódtak tovább és egyes előkelő családok birtokában maradtak. Így e népeknél alapvető érdek volt a közös származás gyökereinek és a családok ezen az alapon álló szoros szövetségének megőrzése. A nemzetségek okleveleikben „kijelentik közjussaikat a közös jószágokban; osztoznak egymással ezekben és mag-szakadás esetében az ág (familia) jusait törvényesen keresik a bírák előtt”.
Az államiság korai időszakában a vérségi alapokon szerveződött nemzetségeknél további összetartó erőt jelentett a sérelmekkel szembeni közös fellépés lehetősége. A nemzetségi közös osztatlan birtok, majd az abból eredeztethető, a nemzetségi tagokat megillető elsőbbségi jog a birtok megvételére még hosszú ideig fennállt. Ez a jog még a 14. század elején is oly erős volt, hogy a nemzetségi birtokot a nemzetségbeliek hozzájárulása nélkül nemzetségen kívüli személyek nem is merték megvásárolni. A férfiágon kihalt családok birtokai a legközelebb eső nemzetségi ágon belül öröklődtek, a szabad végrendelkezésre irányuló engedélyek csak a 13. században kezdenek megjelenni és még a 14. században is nagy ellenállással találkoznak. Az összetartozást fejezték ki és erősítették a nagy számban építtetett „nemzetségi monostorok” is.
A honfoglalás időszakában az államszervezet törzsekből és nemzetségekből, a nemzetségek pedig ágakból és nagycsaládokból álltak. Honfoglalás kori művében Konstantin bizánci császár hét plusz egy törzset, krónikáinkban: Anonymus hét törzset, Kézai Simon hét törzset és száznyolc nemzetséget, a Pozsonyi-krónika – Konstantinnal egyezően – hét plusz egy törzset, Thuróczi János pedig száznyolc nemzetséget említ.
A tribus illetve genus szóval jelölt honfoglaló nemzetségek számának meghatározására a korabeli oklevelek átvizsgálása révén tettek kísérleteket. A 14. század közepéig megjelent oklevelek átvizsgálása a nemzetségek számát 180 körülire teszi – kiegészülve a mintegy 27-30 idegen eredetű (indigena), valamint későbbi, már a kereszténység korában létrejött nemzetséggel. Az oklevelekből levont következtetések ellentmondásosak, a genus kifejezés keveredik a generatio -val, a de genere jelzővel számos esetben nem nemeseket is illettek.
A de genere és a de generationibus jelzők használatát a honfoglaló nemzetségeknél az ősfoglalású földdel való rendelkezés joga alapozta meg. Az ilyen nemzetségek a nemzetség közös telepét, az ország első felosztásakor elfoglalt – ősfoglalású – területét örökös joggal (jure haereditario) bírták. Az ilyen haereditas ellenben a donatio -val csak árulás miatt volt elvehető. A magyar törzsi és nemzetségi rendszer a hadszervezésben és a közjogi élet más ágaiban is alapul szolgált.
A vármegyerendszer bevezetésével a nemzetségek politikai érvénye elveszett, azok megszűntek közjogilag is alkotó elemei lenni az államnak. Az ősi jogot, ősi birtokot és ezekkel együtt a nemzetségi nevet és címet egyes ágak, vagy éppen csak egyes személyek örökölték. A nemzetségek megszűntek létezni, helyüket a kiváltságokban részesített családok foglalták el.
Az első nyom, amely a nemzetségi birtok ősi jellegének a megváltozására utal, az 1222. évi aranybullában lelhető fel.

„Ha valamely nemes ember fiumagzat nélkül hal meg, birtokának negyed részét leánya kapja; a többivel azt mivelje, a mit neki tetszik.”

– 1000 év törvényei

Ez a rendelkezés azonban csak átmeneti, az Anjou-kor elején teljes visszarendeződés figyelhető meg. A nemzetségi birtokok felosztása az 1231. évi első területosztállyal indult, amely egyben a nemzetségekből történt családképződés kezdetének is tekinthető. 1343-ban a birtokosztályban megjelenik a telekosztály, ugyanekkor kerül bevezetésre egy privilégiális jellegű adományreform is. A nova donatio  nem más mint az egyenesági öröklés bevezetése (exclusis omnibus fratribus et  consanquineis – fivérek és atyafiak kizárásával) egyes kedvezményezett esetekben. De az aranybulla kritikus cikkelyének 1351. évi hatályon kívül helyezésével a nemesi birtok ősi, nemzetségi patriarchális jellege általános érvénnyel  visszaállításra került.

„Kivéve egyedül a kiváltságból kizárt, előbb érintett egy czikkelyt, tudniillik ezt: "Hogy az örökösök hátrahagyása nélkül elhaló nemeseknek jogukban és szabadságukban áll az egyházak, avagy tetszésük szerint mások részére, élők közt vagy halál esetére adakozni, hagyományt tenni, birtokaikat eladni vagy elidegeniteni." Sőt ellenkezőleg, épenséggel ne legyen joguk ezt megtenni, hanem birtokaik jog és törvény szerént, tisztán és feltétlenül, minden ellenmondás nélkül, legközelebbi atyafiaikra és nemzetségeikre háromoljanak.”

– 1000 év törvényei

Az 1360. évi utolsó ismert területosztály a nemzetségekből történt családképződés végének tekinthető. Az ezt követő birtokosztályokban már kizárólag csak telekosztállyal lehet találkozni.
A családképződés során kialakult nemesi („ispáni”) családok lényegében ugyanúgy patriarchális nemzetségeknek tekinthetők. Míg a korábbi nemzetségeket a közös származás tudata, a nemesi családokat már inkább az egyazon birtok feletti közös rendelkezés kapcsolta össze.

## Az Osl nemzetség eredete
A honfoglaló törzsek és nemzetségek neveit a településnevek őrizték meg. A 13. század elején feltűnt Osl nemzetség eredete és letelepedése így valószínűleg nem a honfoglaláshoz kapcsolódik.
A nemzetség első ismert birtokai mind az akkori nyugati határvidéken helyezkedtek el. A nemzetség ezen birtokai a Rábaközben, a Dráván túl Varasd-Toplicza mellett és az akkori Sopron-megye északnyugati részén – Kismarton és Nagymarton között – voltak. 
A nemzetség nevét Horvát István idegen eredetűnek, Nagy Iván viszont „törzsökös” magyar nemzetségnévnek vélte. Az Osl nemzetség elődei Nagy Imre szerint már a honfoglalás előtt is itt éltek és meghódolva a honfoglaló törzseknek, birtokaikat a honfoglalást követően is megtarthatták. Pór Antal a nemzetség nevét szláv eredetűnek vélte, szerinte az Osl nemzetség az ősi, Dráván túli birtokairól – mint vételes új birtokokra – költözött át Sopron-megyébe.
Az Osl nemzetséget kiterjedt Sopron megyei szállásbirtokai, népes ágazatai és előkelő kapcsolatai már a 13. század elején a főrendű nemzetségek közé emelték.
Pór Antal feltételezéseit Nagy Géza cáfolta. Az általa megvizsgált három szempont – a környező népelem, az Oslu név más népeknél való előfordulásai, a nemzetség más hagyományos neveinek előfordulásai – alapján felállított elmélete a jelen korban is elfogadottnak tekinthető. Nagy Géza szerint az a környezet, amelyből az Osl nemzetség kiemelkedett besenyő volt. Besenyő kapcsolatra utal az Oslu nemzetség- és személynév, valamint a nemzetségben gyakran előforduló Beled és Sur név is.
Nagy Géza elméletét Gombocz Zoltán támasztotta alá rámutatva, hogy valójában az Aslu besenyő-török név ómagyar nyelvű Oslu alakjáról van szó. A nemzetség nevének besenyő-török eredete a nemzetség besenyő eredetére utal. Anonymus tudósításából ismerjük, hogy a Sopron vidéki besenyők Solt fejedelem idejében telepedtek le. Birtokaik a Fertőn túl, a Bécsi-medence területére is benyúltak, a 10. század közepén már a Rábaközben is azonosíthatók. A Sopron környéki besenyő népesség elhelyezkedéséből következik, hogy amennyiben az Osl nemzetség besenyő eredetű, ősi és eredeti szállásbirtokaik a Fertő tavon túl a Vulka medencéjében és a Fertőtől délre, a Hanságban és a Rábaközben keresendők.
Nagy Géza szerint a 12. század közepe táján, II. Géza uralkodásának derekán szerkesztett krónikából viszont az olvasható ki, hogy ezen Solt (Zoltán) nem Árpád fia volt, hanem a Salamon korabeli Fertő menti besenyőknek a fejedelme.
Györffy György úgy véli, hogy a nemzetségek az I. István idején birtokos nemzetségfőik neveit vitték tovább a nemzetségnevükben.  Így, Györffy gondolatmenete szerint, akiről az Osl nemzetség a nevét vette, az egy Szent István-kori, Oslu nevű nemzetségfő lehetett.

## A Sopron vármegyei Osl nemzetség  ágai

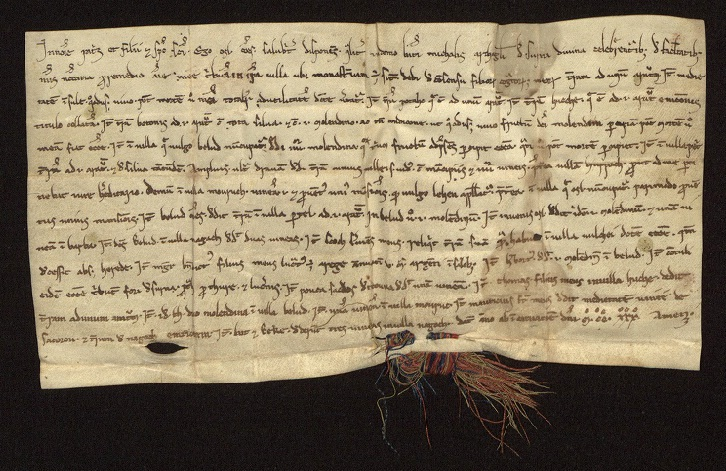
Az 1230. évi oklevél

A nemzetség 13. századi ágainak azonosítása nagyrészt egy 1230. évi és egy 1250 körül kiállított oklevél alapján történt. A két oklevél alapján felállított nemzedékrendek közötti különbségek az oklevelek szövegének – latin kifejezéseinek – eltérő értelmezéséből és összevetésüknek hiányosságaiból adódtak. A nemzetségre vonatkozó első nemzedékrendet Pór Antal 1890-ben tette közzé, ettől eltérő eredményre jutott Karácsonyi János a magyar nemzetségekre vonatkozó 1901-ben megjelent könyvében. Pór és Karácsonyi tévedéseire Belitzky János mutatott rá az 1938-ban megjelent munkájában, Engel Pál 2001-ben e hibák figyelembevétele nélkül, a Karácsonyi által felállított nemzedéktáblát vette alapul, változtatásai csak az évszámokat érintik.

### A nemzetség főága
Az 1230. évi oklevél Oslu comes, fiai és vérrokonai (cognatus) beleegyezésével tett adományára vonatkozik. Az adományozott az a csornai monostor, amelynek első említése egy 1226. évi adásvételi szerződésből ismert. A csornai konvent pecsétjének felirata: 
"S(igillum) COVENTUS D. CHERNA OSLONIS" a nemzetséghez való erős kötődésre utal – már ekkor, 1230-ban fennálló „nemzetségi monostor”. A monostor alapításának pontos időpontja és körülményei nem ismertek. A premontrei prépostság kegyurai 1536-ig a nemzetség tagjai voltak.
Az 1230. évi oklevél szövege szerint Oslu ispánon kívül a további adományozók a bátyjaként említett Móric (Mauritius), a fiaiként nevezett Benedek (Magister Benedictus) és Tamás (Thomas), a rokonsági fok megjelölése nélkül említett Beled (Belud Comes) és Herbord (Serbortus) valamint a nagyécsi Bot és Beke, Pouka Sacerdos (Pouka pap), és Oslu ispán egy már elhalt szerviense.
Az 1250 körüli oklevél Osl (Oslu) ispán boldog emlékezetű fiának, Miklós (Nicolai) birtokainak öt részre történt felosztására vonatkozik. A birtokfelosztáson jelenlévő személyek, egyrészről Beled ispán fia Beled (Belud), másrészről pedig Osl ispán fiai Herbord (Herbordum), Tamás (Thomam), János (Johannis) és a fiatalabb Osl (Osl) fiai voltak.
A Súr-ág első írásos nyomát Péter ispán 1222. évi, saját függő pecsétje alatt kiadott oklevele szolgáltatta. Péter ispán a Német Lovagrend számára, Alramos határában réteket adott át használatra – a használat átengedhetőségéből következően a Súr-ág ekkor már önálló ág lehetett. Súrnak 1237-ben már csak a fiai és unokái szerepelnek, húsz márka megfizetése után Agyagos birtokába 1256-ban iktatták be őket.
Hasonlóan önálló ágként szerepel az Oslu ispán kortársától, Pétertől származtatott és a későbbi –  Csornától délre fekvő – Némethy birtokaik alapján németinek nevezett ág is. Péter 1228-ban Csornán volt birtokos. Péter fia Péter 1237-ben rokonának Szatmár fia Miklósnak a végrendeleténél tanúskodott.
A csornai töredék ág – Csorna illetve Cserna nemzetségként is szerepel – első ismert tagjának Istvánnak, 1228-ban Csornán, a prépostsági földek közelében volt birtoka. Fia István 1255-ben a birtokot testvére hozzájárulásával a prépostságra hagyta.
Szatmár fia Miklós 1234-ben Saj-Kál és Berény egy részének a birtokosa. Az 1237. évi végrendeletében, családjának nőtagjaira vonatkozó gondoskodása mellett, szintén a csornai prépostság javára rendelkezett. Vásárolt birtokait pedig a templomos lovagok bői konventjére hagyta, 1239-ben a másik főágakból több személy – a németi ágbeli Péter fia Péter, Oslu ispán fiai: Osl, Tamás, Miklós és Herbord, valamint Móric fia György –  is igényt jelentett be a birtokokra.
A „Guári-ág” létezéséről egy 1281-ben kelt oklevél tesz tanúságot, mikor is Péter fia Gyeor, Móric fia Móric végrendeleténél tanúskodott. Péter fia  Guor 1306 előtt a Hidegségen és Homokon volt birtokos.
Létezett még egy bihari, keserüi-ágnak nevezett ág is. Távoli birtokaik miatt kapcsolatuk a dunántúli ággal bizonytalan, feltételezésre épül. A bihari ágból utolsóként Jakab szerepelt 1342-ben.  A nemzedéktáblán szereplő főágak rokonsági fokára vonatkozóan nincs közvetlen információ. Több 1220. és 1222. évi oklevélben szerepel az „Oslw et Belud, filii Comitis Oslw” kifejezés – az Oslu és Beled apjaként nevezett Oslw valószínűleg a 12. század második felében élhetett; Belitzky szerint viszont az ifjabb Oslw, Beled unokaöccse (Oslu comes fia) volt. Vitatott a Móricra vonatkozó „frater meus” kifejezés jelentése is. Nem vitatható azonban az a megállapítás, hogy az Osl nemzetség 13. század elején tapasztalható szétágazottsága  annak jóval korábbi eredetét bizonyítja. A 12. század végén az Osl nemzetség már legalább hét ismert ágra bomlott, amely ágak a 13. század elején ismét tovább oszlottak, vagy pedig kihaltak.
- „Oslu comes” (1200–1230) ─ Osli ág
  - asszonyfalvi Osl[15] soproni ispán, szörényi bán, tárnokmester, pozsonyi ispán (1216–1246) 
    - Benedek (1246–1256)
    - Jakab (1250–1294)

    - Ostfi Osl (1250–1303) → Ostfi de Asszonyfalva család

  - Benedek „filius meus”[16] váradi püspök, győri püspök (1230–1246)
  - csornai Tamás „filius meus”[16] (1221–1248) → Kanizsai család
  - Herbord[15] baranyai ispán, főlovász és főétekfogó mester (1229–1270) 
    - herbortyai Herbord (1280–1321)

  - Miklós[15] győri ispán (1237–1250)
  - János[15] (1238–1250) 
    - András (1257–1269)
- Móric „frater meus”[16] (1228–1230) – Móroc ág
  - zemenyei György (1239–1264)
    - Márk (1290–1327)

    - György (1290–1323)

  - Móric ( 1277–1281)
- Beled[17] pohárnokmester, tárnokmester  (1216–1236) – Beled ág
  - vicai és lózsi Beled (1237–1291) → Viczai de Loos család
  - höflányi János  (1237–1287) 
    - János (–1327)
- Súr[18] (-) – Súr (agyagosi) ág
  - Péter ispán (1222–1256)
    - Péter (1256–1258)
      - András (1269–1285)

      - Gergely (1267–1292)
      - Súr kaboldi várnagy (1277–1298)

    - alramsi Gergely (1256–1292)
    - Feldre (1256–1258)
    - András (1256–1258)
- Péter[18] (–1228) – németi ág
  - Péter (1228–1239)
    - András (–1298) 

    - Dénes (1278–1279) 

    - Péter (–1299) 

    - Domonkos (1300–1302) 

    - Benedek (–)
- István[18] (–1228) –  csornai töredék ág
  - István (1255–1257)
  - János (Iván)  (1257–1264)
- Szatmárfia Miklós[18] (1234–1237) – egyes töredék
- Pétertfia Guor[18] (–1281) –  egyes töredék

Oslu ispánnak az 1230. évi egy ekényi földadományán kívül, a csornai monostor javára tett másik, ezt megelőző adománya is azonosítható. Ennek jóváhagyásáról II. András 1228-ban állított ki oklevelet. Az Oslu ispánra és az azonos nevű fiára (Osl) vonatkozó történések szétválasztása nem egyértelmű. Oslw fiai Oslw és Belud, 1216 táján II. Andrástól közös birtokadományt kaptak. A király azonban ezen birtokokat később visszavette és kárpótlásként 1220-ban a Csornától északra fekvő Barbacs és Mugurch falvakba eső birtokkal adományozta meg őket. Oslw és Belud II. Andrást Halicsba is elkísérték, az ott tanúsított érdemeikért 1222-ben a Csornától szintén északra eső Maglócát kapták.
Oslu ispán Osl nevű fia 1235-ben már soproni ispán volt, 1237-ben nyert megerősítő oklevelet Farádra. 1240-ben szörényi bán, 1246-tól pedig mint tárnokmester és pozsonyi ispán szerepel. Özvegye 1249 és 1254 között pereskedett az ifjabb Beleddel. Fiai  Osl (Ostfi Osl), Jakab és Benedek 1256-ban a vasvári várjobbágyok által a várföldekhez tartozónak vélt Ol visszavételére indított perben  –  a király által kiküldött bizottság döntése alapján – Jákon, a monostor felszentelésekor tettek esküt. Később 1271-ben Osl (Ostfi Osl) és Jakab, II. Ottokár cseh király ellen, Sopron védelménél és Kőszeg visszavételénél tűntek ki. Birtokaik Ostffyasszonyfa környékére való csoportosításával ők teremtették meg az Asszonyfalvi család különválásának  területi alapjait.  1280-ban mint a csornai egyház kegyurai, 1294-ben pedig mint fogott bírák szerepelnek. 1296-ban elpártoltak a térségben tartományúri hatalmat kiépítő Kőszegiektől, az ennek kapcsán őket ért jelentős károk fejében kapták 1297-ben Szárföldet.
Oslu ispán Benedek nevű fia 1230-ban, a csornai egyház javára a királytól öt márka értékű sóadományt szerez. Benedek 1231-től 1244-ig váradi püspök, aki miután a tatárok pusztítása elől szerencsésen megmenekült, 1242-ben a győri püspökséget foglalta el. Mint győri püspök 1245-ig szerepelt.
Oslu ispán Tamás nevű fia még 1221 előtt,  II. Andrástól Neweg határába eső három ekényi földet kapott. Ezt az adományt 1221-ben IV. Béla mint várföldet ugyan visszavette, de hét év múlva II. Andrástól újra megkapta.
1230-ban őt is az adományozók között említik, egy malmot és egy szőlőt adományozott a csornai egyháznak. 1232-ben Enyed faluért sikerrel pereskedett, 1237-ben pedig  Szatmár fia Miklós végrendeletével kapcsolatban tanúskodott. 1246-ban megvásárolta az asszonyfalvi Osl fia Benedektől széplaki birtokrészének harmadát, az 1250-es birtokosztálynál a széplaki tornyot is megkapta.
Oslu ispán Herbord nevű fia a királyi udvarban – a későbbi király IV. Béla környezetében – nevelkedett, 1229-ben a halicsi hadjáratban szerzett érdemeket. 1242-ben a tatárok elől menekülő királyt a dalmát tengerpartig követte, ott IV. Béla Klissza várának és  a kiskorú István hercegnek a védelmével bízta meg. Szolgálataiért bátyjának Benedeknek a királyra szállt kőrösmegyei, Kaproncától nyugatra eső raszinai uradalmát kapta. Róla nevezték el és hívták még évszázadokig Herbortyának a Raszina közelébe általa telepített egyik falut. Testvérének Miklósnak halálát követően birtokait ő vette kézbe, de az 1250. évi birtokosztályban rokonaival meg kellett osztoznia. 1258-ban vejének a Csák nembeli kisfaludi Jánosnak, átengedte a gyermektelenül elhunyt Kata nevű leánya hitbérét és hozománydíját. 1264-ben tagja a IV. Béla és fia István országrészei közötti vitás ügyeket rendező bizottságnak, több esetben királyi megbízottként is szerepel.
Sopron megyei birtokait Vásárosfalu közelében igyekezett csoportosítani, itt a Baluanus vize mellett királyi engedéllyel várat is épített. Herbord élete végére korának egyik legjelentősebb bárójává vált, birtokainak igazgatására többek között udvarbírót is tartott. 1272 és 1275 között baranyai ispán, 1274-től  lovászmester, majd pedig a főétekfogó mester tisztséget is megkapta, 1279-ben halt meg.
Fia Herbord, apja halálát követően jóváhagyta annak a csornai egyház javára tett adományait, többek között a Lusa folyón lévő két malomra vonatkozót is. 1283 végén a Kőszegiekkel szemben ellenségeskedett, IV. Lászlóval Borostyánkő várának ostrománál is ott volt, ahol fogságba esett és abból csak huszonöt márka ellenében szabadult. Ezt követően újra Kőszegiek mellé állt, a későbbiekben ő és utódai már csak birtokügyekben fordulnak elő.
Oslu ispán Miklós nevű fia 1238-ban és 1239-ben győri ispán volt, 1237-ben Szatmár fia Miklós végrendeletéről tett bizonyságot. 1238-ban három testvérével – Osl, János, Herbord – a Csorna mellett fekvő Örs faluban vásárolt 260 hold földet. Élete végén Széplakon élt, a Tamás által örökölt tornyot ő építtette.
Oslu ispán János nevű fia csak birtokügyekben szerepelt, az örsi földvétellel és testvére Miklós örökségének elosztásával kapcsolatban. Fia András 1257-ben Család
felét vette meg, 1269-ben Iván falu mellett is volt birtoka.
Oslu ispán Móric nevű bátyja 1228-ban még csornai birtokosként szerepelt. Fiai közül György, 1239-ben rokona Szatmár fia Miklós vásárolt birtokaival kapcsolatban eredmény nélkül pereskedett. 1256-ban Osl bán fiaival együtt szerepelt, 1264-ben pedig Szoporon vásárolt birtokot.  Móric azonos nevű fia 1277-ben és 1278-ban Tóttelek birtokával kapcsolatban szerepelt. 1281-ben rokonai jelenlétében végrendelkezett, a csornai monostorra egy zemenyei malmot és más birtokokat, illetve birtokjogot – móroci hegyvám – hagyományozott. A csornai monostorba temették.  Fiai 1290-ben a potyondi, tóttelki és  szamarádi birtokaikon határjárást végeztettek.
Beled ispán a 13. század elején Oslw fia Oslw -val együtt nyert és vásárolt birtokokat, a halicsi hadjáratban is közösen vettek részt. 1230-ban Beled valószínűleg már külön ágat képviselt, 1233-ban IV. Béla főtárnokmestere volt. 1236-ban még Zeland fehérvári kanonok oldalán tanúskodott, valószínűleg 1237-ben halhatott meg. Fiai Beled és János 1237 végén öt ekenyi földet kaptak Vicán, ahol ekkor már lakóházzal és egyházzal is rendelkeztek. Az 1250-es birtokosztályt Beled kezdeményezte, 
tőle származtatják a később Viczai de Loosnak nevezett családot. Beled 1273-ban Pata vára alatt a németek ellen tanúsított vitézségéért 1276-ban Kecőlt, majd 1277-ben helyette a hét házhelyes  Loos,  a hat házhelyes Loblo és a lakatlan Tard falvakat kapta birtokul. 1291-ben Beledet Loos birtokában III. András is megerősítette.
Beled testvére János az általa elzálogosított széplaki telkeket nem váltotta vissza, 1262-ben a széplaki birtokot és vásárjogot Osl és Tamás fiai szerezték vissza.
Súr unokái (Péter ispán fiai) Péter, Gergely, Feldre és András 1256-ban a soproni várjobbágyokkal pereskedtek. Nővérük Margit a Batthyányak leányági ősének, az örsi Miske mesternek volt a felesége. 1258-ban a testvérek Miske mester első nejétől származó fiaitól, nővérük hozományát és hitbérét valamint egy örsi egyháznak adományozott szolgálót követeltek vissza, kielégítésül 25 márkát kaptak. Az ifjabb Péter fia András 1269 körül választott bíró volt a Ják nemzetség tagjai közötti perben. 1271-ben pedig testvérével Gergellyel együtt bíráskodott. Testvérük Súr 1277-ben kaboldi várnagy volt.
A németi ágból származó csornai Péter unokája Dénes, a morvamezei csatában szerzett érdemeiért – mivel az ellenség által a nyergéből kiemelt Csák nembeli Máté nádort önfeláldozó módon megmentette – 1279-ben Dág falut kapta.

#### Birtokaik
A 14. század elejéig beazonosítható birtokok:
A Rábaközben: Csorna, Barbacs, Mugurch, Maglóca, Farád, Szárföld, Örs, Tóttelek, Osli, Enyed, Család, Potahc, Hueche, Borhofölde, Erlen, Tamási, Potyond, Németi, Zamarol, Vica, Beled, Újfalu, Janoa, Pertel, Sobor.
Kapuvártól nyugatra: Agyagos, Neweg, Szerdahely, Sarud, Széplak, Kalacs, Loos, Pereszteg, Homok, Hidegség.
Sopron megye déli részén: Völcsej, Horpács, Pusztacsalád, Szopor, Gyalóka, Dicsk, Garablyán, Bő, Damonya, Salajsa.
Sopron megye északnyugati részén: Móroc, Zemenye, Szerdahely, Semverd, Heren, Kis- és Nagy-Höflány, Sebret, Alramos.
Sopron megyei falvaik voltak még: Dág, Péter-Németi, Csáva, Német-Barom, Péterfalva, Adul, Aranaz és Bezernuk.
Győr megyében: Bikafölde, továbbá Borbán és Sokorón voltak szőlőik.
Somogy vármegyében: Nágocs és Kisasszond.
Pilis megyében a Pomáz mellé eső Aszófő.
A Dráván túl: Szentvid, Raszina és Herbortya.
Bihar megyében: Keserű és Süvegd.

#### A főágak nevezetesebb leszármazottai
- Miklós váradi prépost (1323–1327)
- Beled kapui várnagy (1327–1357)
- asszonyfalvi Lőkös János (1385–1393)
- Gergely szarvkői várnagy (1379–1411)

Jakab unokája, asszonyfalvi Lőkös János nevezetességét nem országos szolgálataival érdemelte ki. Ugyanis Domonkos macsói bán unokájával, Ferenccel a Veszprém megyei Szörzsöki Andrást megölték, amiért Zsigmond fej és jószágvesztésre ítélte őket. 1388-ban Zsigmond, némely főpapok és főurak kérésére mindkettőjüknek megkegyelmezett és az eredeti büntetés pénzzel való megváltását rendelte el. A kegyelem ellenére, 1403-ban mindketten Nápolyi László pártjára álltak. 1409-ben örökösei, adósságai fejében a Jakab ág összes birtokát – Kigyókő várának kivételével – kénytelenek voltak ideiglenesen Garai Miklós nádor kezelésébe adni.

### Asszonyfalvi  család (ág)
- Ostfi Osl (1250–1303)
  - Osli (1297–1307)
  - Péter (1302–1351)
  - János varasdi ispán (1307–1346) 
    - János vasi és soproni ispán (1347–1393) 

  - Miklós kórógyi várnagy, macsói bán (1307–1339)
  - Domonkos veszprémi ispán, macsói bán (1307–1353) 
    - bresztolci Demeter (1345–1393)

    - Miklós ugróci várnagy (1345–1383)
    - asszonyfalvi Ostfi János (1345–1359)

Ostfi Osl, Nagymartoni Bertalan (Bertrandus Latinus) kisebbik leányát vette feleségül, akivel Sopron vármegyében két Család nevű birtokot is kapott. Fiaik közül Oslit és Pétert 1302-ben, anyjuk leánynegyedének kiadásával kapcsolatban említik. János nevű fiuk, 1350 előtt varasdi ispán volt. Miklós 1334-ben kórógyi várnagy, a következő évben azonban már macsói bán. Ezen fontos tisztséget haláláig viselte, a vele járó öt ispánsággal (Valkó és Bodrog 1320-tól, Baranya és Szerém 1328-tól, Bács pedig 1333-tól tartozott a macsói bán alá) és ezen országrész legfőbb bírájának hatáskörével. Öccse Domokos 1330-ban Záh Felicián ítéletlevelében mint veszprémi ispán szerepel. Bátyjának, Miklósnak halála után 1340-ben ő vette át a macsói bánságot, melyet ezt követően 14 éven át tartott meg. Nagy Lajos, a két testvér, a néhai Osl fiai Miklós és Domokos érdemeiért Domonkos kérésére új királyi adományként, a Sopron megyei Sárkányt és a Vas megyei Hőgyészt adta. A testvérek már ifjú korukban a király atyját szolgálták, részt vettek minden hadjáratban, megfékezték a rácok kegyetlen királyát, az ország határait helyreállították. Domokos bán ráadásul, míg az ország határait nagy gonddal védte, Macsó meggyérült lakosságát is tetemesen megszaporította.
A közös birtokokra vonatkozó birtokosztály Péter, János és Domonkos között 1346. november 23-án történt meg. Ez alkalom kapcsán értesülünk az eddig még osztatlanul bírt birtokokról, melyek közül Asszonyfalva, Semjén, Narey, Vica, Farád, Maglóca, Széplak, Móroc, a vicai és asszonyfalvi malmokkal örökjogon származtak, míg Család, Csapod-Család, Szerdahely és Fel-Csorna pedig szerzeményes birtokok voltak. János azonos nevű fia 1347-ben jelenik meg első ízben nagybátyjának, Domonkos bánnak oldalán, hogy vele egyenlő jogon intézkedjék a közös javakban. Domonkos bánt a fiai és János 1395. évi birtokosztályánál már néhainak nevezik, ekkor János a még osztatlan birtokok felét kapta. Továbbra is közösként maradtak a csornai monostort és a plébániákat érintő kegyúri jog haszna, a hegyvám, vásárjog, a malmok, halászatok, mészárszékek, fürdőházak és kaszálók jövedelmei.
János 1369 körül a Nagymartoniak hatalmaskodásával kapcsolatban, majd egy évvel később saját hatalmaskodása miatt került előtérbe. Bebek István országbíró annak bebizonyítására, hogy Nagymartoni Lőrinc fia Miklós, Asszonyfalvi János két sarródi jobbágyát hatalmasul bebörtönözte, tanúvallatást rendelt el: háromszáz nemes tanú a hatalmaskodás elkövetéséről, ötszáz viszont a Nagymartoniak vétlensége mellett tett bizonyságot. 1370-ben, a csornai prépost az Osl nemzetségbeli kegyurait tilalmazta egyháza birtokainak elfoglalásától, közülük különösen  kiemelten Jánost említi. János 1375-ben zagorai, 1380-ban vasi és soproni, 1381-ben pedig vasi ispánként szerepelt, szolgálataiért Nagy Lajostól a Veszprém megyei Vinárt kapta. 1392-ben „Johannes filius Ostel de Azzunfalua” néven említik – ez az első írásos nyom az Ost név használatára vonatkozóan.
A Dráván túli Bresztolc nem volt a nemzetség örökös birtoka, az ismert birtokosztályokban sem szerepelt. Bresztolc, valószínűleg Domonkos Demeter nevű fiának a szerzeménye.

#### Birtokaik

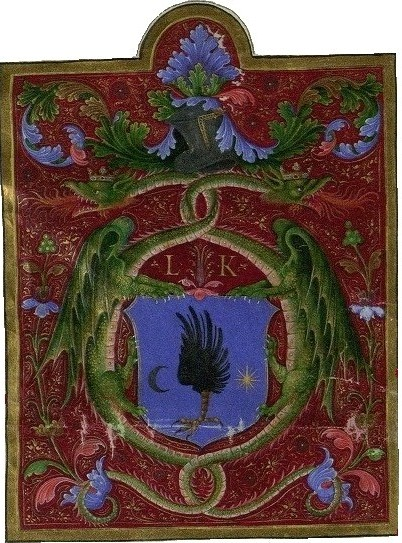
Kanizsai László (1497-1525) címere II. Lajos armálisában

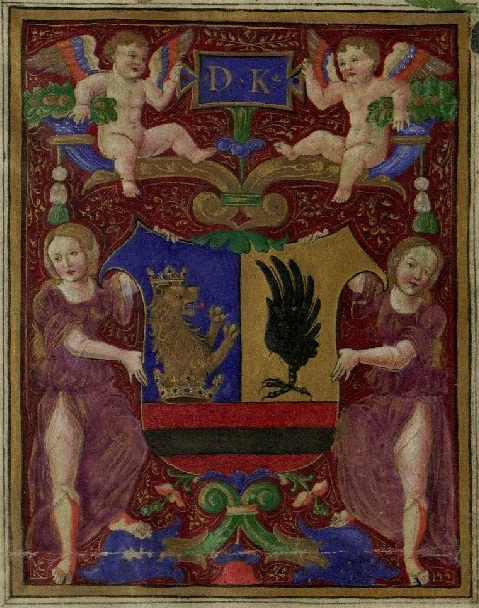
Kanizsai Dorottya kibővített címere II Lajos armálisában

A 14. század elejéig azonosítható birtokok:
Osl bán utódai főként a Rába jobbpartján, Ostffyasszonyfa körül igyekeztek birtokaikat csoportosítani.
Vas megyei falvaik voltak: Asszonyfalva, Ol, Csep, Csenge, Kádár, Semjén, Narey, Boroszd föld és Csehi.

#### Az ág nevezetesebb leszármazottai
- Ferenc (1376–1426)
- Gergely vasi ispán (1390–1431)
- János dobokai főesperes (1405–1421)
- István turóci prépost (1414–1421)
- László soproni ispán (1419–1440)
- János soproni alispán (–1434)
- Miklós esztergomi prépost (1439–1466)
- László soproni kapitány (–1501)
- László vasi alispán (1490–1540)
- Ferenc soproni főispán (1504–1516)
- Jakab soproni alispán (–1583)
- Mihály vasi főispán (1588–1604)
- Tamás vasi alispán (–1663)
- Pál soproni alispán (1821–1890)
- Lajos vasi és soproni főispán (1876–1944)

Domonkos bán fiának, Jánosnak volt a fia Ferenc, a Szörzsöki András elleni hatalmaskodás másik főszereplője. Ferencnek tekintélyes része volt a Zsigmond király elleni 1403-as lázadásban is. Mikor Stibor vajda és a Garaiak a dunántúli lázadók seregét Pápocnál szétverték, többek között Asszonyfalva várát, Kígyókőt is elfoglalták. Ferenc ekkor kénytelen volt meghódolni, rövidesen azonban megint Nápolyi László zászlaját tűzte ki, de eredményt már nem tudtak elérni. Zsigmond ezért Ferenc birtokait elkobozta és a rokonainak, Gergelynek és öccsének adományozta. Ferenc a birtokokat csak több év elteltével, 1407-ben kapta vissza Zsigmond engedélyével.
János varasdi ispán unokája Gergely viszont Zsigmond király tántoríthatatlan hívei közé tartozott, hű szolgálatait a király minden hadjáratában kimutatta. Többek között aláírója volt az 1402. szeptember 21-én a Zsigmond és Albert osztrák herceg által kötött örökösödési szerződésnek is. Zsigmond király Gergely hűségét, melyet azon zavaros időben tanúsított, midőn a „hálátlan és hűtlen” főpapok, főurak és némely nemesek ellene föllázadtak, a birtokai feletti szabad rendelkezéssel és több adománnyal is jutalmazta. Az 1403-as lázadás élén a nemzetség kanizsai ágához tartozó János esztergomi érsek állt. Valószínűleg a csornai konvent is az érsek utasításait követhette, mivel Gergely az érsek szerint a csornai templomot „szentségtelen hatalmaskodó kézzel” megrabolta, kincseiből, adományos leveleiből kifosztotta. Gergely e politikai viszály miatt nemzetsége összes tagjaival meghasonlott, összes szerzeményes birtokait Molnári Kelemenre – a később győri püspökre – és az ő testvéreire hagyta, akiket saját testvéreiül is fogadott.

### Kanizsai  család (ág)
- csornai Tamás (1228–1248)
  - Imre (1262–1281)
    - Gergely (1283–1325)
    - kanizsai Lőrinc hegykövi ispán, zalai ispán (1308–1330) 
      - János vasi és soproni ispán (1330–1369) 

      - István bácsi olvasókanonok, óbudai prépost, zágrábi püspök és szlavóniai helytartó ( 1330–1375)
      - Miklós  (–1330)
      - Levkó (Lőrinc)  (–1330)
      - Benedek  (1337–1363)

    - László (1308–1309)
    - Mihály (1308–1335) 
      - László (1370–1376) 

      - Kónya zágrábi prépost (1370–1376)
      - Mihály (1370–1376)

    - Dezső (1308–1325)
    - Imre (1308–1325) 
      - Kun János (1349–1370)
      - Kun György (1349–1370)

  - Tamás (1262–1264)

Tamás fiai Imre és Tamás 1262-ben a széplaki vásárjog visszaszerzésén fáradoztak. 1264-ben birtokaikat felosztották, Tamás kapta a Zala megyei Iszabort, Imre pedig csornai és más Sopron megyei részeket. Innen ered az, hogy Imre családját 14. század elején a Csornai családnévvel kezdték megkülönböztetni. Imre utoljára 1281-ben szerepelt, amikor a Móroc-ágból származó Móric fia Móric végrendeleténél tanúskodott.
Imre fia Gergely 1283-ban a király oldalán harcolt a Kőszegiek ellen, fogságba esett és csak kétszáz márka megfizetése ellenében szabadult. Sérelmeiért IV. László király 1287-ben a Bikaföldet adományozta neki.
Imre fiai Gergely, Lőrinc, László, Mihály, Dezső és Imre 1308-ban a Herbord-ággal is rendezték birtokvitájukat, ekkor Csornának, Belednek és Csapod-Családnak negyedrészét kapták.
Lőrinc 1314-ben hegykövi ispán (várnagy), valószínűleg még a Kőszegiek familiárisa, ugyanis ez évben testvéreivel együtt visszakapja tőlük a jogtalanul elfoglalt rábaközi Soburt. A következő évben Károly Róbert megkezdte a Köszegiek tartományúri hatalmának felszámolását is, a küzdelemben a nemzetség több tagja, köztük Lőrinc is a király oldalára állt. 1322-ben Károly Róbert, Lőrinc, mint zalai ispán érdemeit méltatja, úgy mint a lázadók letiprása, az ország részeinek visszafoglalása és a béke helyreállítása. Különösen nagy érdemeket szerzett Szalafőnél, valamint Kanizsa és Kapronca várainak elfoglalása során, jutalmul Kanizsaszeg várát és a hozzá tartozó uradalmat, a Sopron megyei Garablyánt, Gyalókát, Dicsket, Nimiget és Pereszteget, a Somogy vármegyei Igricet és Kisasszondot, valamint a Zala megyei Kehidát és Récsét kapta. Lőrinc 1330-ban a posadai csatában „vitézül harcolva” vesztette életét.
Fiai közül István papi pályát választott, 1343-ban a bácsi káptalan olvasókanonokja, 1347-ben pedig budai prépost. István prépost, mint a király káplánja gyakorta vett részt a Szentszékhez, valamint Lombardiába és Toszkánába küldött követségekben, András herceg ügyében és később, hogy Lajos király nápolyi hadjáratát előkészítse. 1347-ben saját költségén vett részt a hadjáratban testvéreivel, Jánossal és Benedekkel együtt. Nagy Lajos Aversa bevétele után Csornai Lőrinc fiai jutalmazására a Sopron megyei Szovátot adta. István 1356-ban már zágrábi püspök, ez év nyarán Avignonban, VI. Ince pápánál járt követségben a velencei hadjárat ügyében, 1362-től 1366-ig egyben szlavóniai helytartó is. 1366 közepén azonban kegyvesztett lett, Nagy Lajos későbbi levele szerint: „Némely hazug emberek, név szerint Kont Miklós nádor, olyakat fogtak reá, melyek miatt a király őt hivatalától megfosztotta és bezáratta; miután pedig V. Orbán pápa kiadatását erélyesen sürgeté, száműzte.” Vétlensége miatt viterbói száműzetéséből 1369 elején visszahívták és Nagy Lajos király kárpótolta, 1370-ben a király Katalin nevű lányának a keresztapja lett. 1374-ben újra Avignonban járt követségben. 1375 végén, vagy 1376 első napjaiban, a Zágrábban dühöngő járvány során – melyben a betegeket gondosan ápolta – vesztette életét. Bátyja, János ekkor már nem élt, fiai később jelentős tisztségeket viseltek.

#### Birtokaik
A 14. század elejéig azonosítható birtokok:
A Kanizsaiak Zala megyében terjeszkedtek, ahol már 1264-ben birtokolták Iszabort. A 14. század elején kapták meg Kanizsaszeg várát, annak mezővárosával a mostani Nagykanizsával.
Zala megyei falvaik voltak: Lasnok, Pamlén, Csákány, Kerektó, Baksafalva, Szakafölde, Molnári, Szentmárton, Vente, Libolca, Dobolnok, Igrici, Récse-Keresztúr, Béllege, Leánd, Pallin és Kedhida.

#### Az ág nevezetesebb leszármazottai
- Miklós zalai, mosoni, vasi és soproni ispán, tárnokmester (1367–1404)
- János egri és esztergomi prépost, egri püspök, esztergomi érsek (1367–1418)
- István székely ispán, ajtónállómester, somogyi, komáromi és soproni ispán (1369–1427)
- György pozsegai prépost  (1394–1411)
- István  esztergomi prépost (1394–1411)
- János soproni ispán (1405–1428)
- László soproni ispán (1411–1434)
- Imre vasi ispán, Vas, Veszprém, Sopron és Zala megye kapitánya (1428–1465)
- Miklós erdélyi vajda; soproni, vasi és zalai ispán (1431–1469)
- László lovászmester, erdélyi vajda; vasi, zalai és soproni ispán (1431–1477)
- István kapui várnagy (1438–1477)
- Miklós zalai főispán (1468–1492)
- László bécsújhelyi kapitány, horvát és szlavón bán, jajcai bán (1468–1500)
- István pohárnokmester (1471–1505)
- György pohárnokmester, horvát és szlavón bán, nándorfehérvári bán (1469–1509)
- László vasi főispán (1497–1525)
- Dorottya Geréb Péter és Perényi Imre nádor  felesége (1504–1531)
- Orsolya Nádasdy Tamás nádor felesége (1523–1571)

Lőrinc unokái közül János fiai, Miklós, János és István voltak azok, akikkel a kanizsai ág felfelé ívelő pályája a legfelső szakaszára ért. Mindhárman a királyi udvarban nevelkedtek és kora ifjúságuktól fogva hűségesen szolgálták I. Lajos királyt, özvegyét Erzsébet királynét és leányát Mária királynőt, majd több-kevesebb hűséggel Mária férjét, Zsigmondot is.
Miklós 1374-től 1375-ig zalai, 1383-tól 1385-ig mosoni, 1387-től 1401-ig pedig vasi, soproni és zalai ispán volt. A tárnokmesteri tisztséget 1388-tól tíz évig töltötte be, mellette még a kunok bírája, majd később 1403 előtt komáromi ispán is volt.
Öccse János papi pályát választott, 1367-ben mint a királyné káplánja kezdte meg az udvari életet. 1376-tól egri, 1377. végétől pedig esztergomi prépost. Ezekben az években végezte egyetemi tanulmányait Páduában, ahol egy évig a külföldi diákok rektora is volt. 1384-ben VI. Orbán pápa egri püspöknek nevezte ki. Demeter esztergomi érsek 1387. évi halálát követően, a főkancellári méltóságot és az esztergomi érseki széket kapta. A zavaros időkben, Kis-Károly királlyá választása után is hűségesen szolgálta a királynőket.
A harmadik testvér, István 1386 júliusában a királynék kíséretében Diakovár mellett fogságba esett és sanyarú fogságából csak a következő évben szabadult. 1391-től 1395-ig székely ispán, majd ezt követően 1401-ig ajtónállómester. 1398-tól az ajtónállómesteri megbízatása végéig egyben komáromi ispán is, 1411-től 1427-ig pedig soproni ispán.
Mária királynő fogsága alatt a két idősebb testvér Zsigmond királlyá koronázását támogatta.  Zsigmond délvidéki hadjárataiban már mindhárman részt vettek. A moldvai hadjárat előkészítésében István mint székely ispán jeleskedett, de a hadjáratban a király oldalán már János érsek is ott volt. A havasalföldi hadjáratban csak István vett részt, aki bátyjának Miklósnak a zászlóalját is vezette, része volt Kis-Nikápoly bevételében is. Mária királyné 1395-ös tavaszi halálát követően  Zsigmond – délvidéki elfoglaltsága miatt – a királynő váradi temetését és a lengyel betörés elhárítását János érsekre bízta. A következő évben a törökök és bolgárok elleni hadjáratban is felvonultak zászlóaljaikkal, a király azonban Miklóst az ország őrzésére visszaküldte. 1396 őszén Nikápolyál a Kanizsaiak három zászlóalja szinte teljesen megsemmisült. A hajón Konstantinápoly felé menekülő király mellett János érsek és öccse István is ott volt.
János esztergomi érseket IX. Bonifác pápa – Zsigmond király kérésére – a Szentszék született követének és 1395 tavaszán Magyarország prímásának is kinevezte. A testvérek jelentős tisztségeikkel és birtokadományaikkal az ország leghatalmasabb bárói közé emelkedtek. 1397-ben dicstelen szerepet töltöttek be a Lackfiak félreállításában. 1401-ben János szembefordult Zsigmonddal és az országos tanács élére állt. 1403-ban a nápolyi párthoz csatlakoztak, János érsek ez év őszén Zárában megkoronázta Nápolyi Lászlót, a felkelés leverését követően az elsők között kért kegyelmet. Kancellári tisztségéről le kellett mondania, de 1412-től birodalmi főkancellár lett. János 1314-től, Zsigmond távollétében Garai Miklós nádorral kormányzói megbízást teljesít, 1317-ben fényes kísérettel vett részt a konstanzi zsinaton.
A három testvér közül Miklós halt meg először, 1405-ben már nem élt. Kanizsai János esztergomi érsek 1418. május 20-án, István pedig 1428-ban hunyt el.
Miklós tárnokmester fiai közül János (soproni ispán) tagja volt nagybátyja konstanzi kíséretének, 1424-ben testvérével Istvánnal, nagybátyjával Istvánnal (ajtónállómester) és annak fiával Lászlóval a simontornyai uradalmat Ozorai Pipó sárvári uradalmával cserélték el.  János fia Imre, vasi ispán és több megye kapitánya volt; unokája Miklós, pedig Zala megye főispáni hivatalát viselte.
István (ajtónállómester) fia László (soproni ispán) tagja volt a királyi tanácsnak. Zsigmond, sienai tartózkodása idején száz lovast kért tőle, veszedelmes helyzetére hivatkozva. László azonos nevű fia (lovászmester, erdélyi vajda, valamint vasi, zalai és soproni ispán) testvérével Miklóssal (erdélyi vajda, valamint soproni, vasi és zalai ispán) a hunyadiak hívei voltak. Mátyás király, Kanizsai Lászlónak hű szolgálataiért – amelyeket atyjának a kormányzónak és neki tett – a Veszprém megyei Döbrente várát a hozzátartozó helységekkel, Pápát és több más Zala és Vas megyei helységet, valamint a Temes vármegyei Remetét adományozta.  Az Arany János által is megénekelt Kanizsai 1476 után halt meg. Fiai közül László több bánság élén is állt, István pedig a pohárnokmesteri hivatalt töltött be.
Miklós (erdélyi vajda, valamint soproni, vasi és zalai ispán) leánya Dorottya, a magyar középkor végén – a mohácsi síkon fia holttestét keresve – közös sírokba temettetve adta meg a végtisztességet az ütközet halottainak. Miklós dédunokája Orsolya (György bán és pohárnokmester unokája és László vasi főispán leánya) a kanizsaiak utolsó képviselője, hatalmas vagyonával és házasságával a Nádasd nemzetség Peteneg ágából származó, Nádasdy de Nádasd család felemelkedésének alapjait biztosította. Kanizsai Orsolya 1571 évi halálával zárta le az Osl nemzetség kanizsai ágának családfáját.

### Vicai - Lózsi család (ág)
- vicai Beled (1237–1291)
  - Miklós (–)
    - János (–1309)
      - Miklós (–1347)
      - Tamás soproni ispán (1347–1360) 

  - Imre (–1309) 
    - Péter (–1335)

  - János (–1309)
    - Péter (1335–1355)
      - lózsi Jakab (1355–1377)

      - Mihály (1355–1370)

  - Beled sopron megye szolgabírája (1309–1349)
    - János (1349–1355)
      - Osli (–1366)

  - László (–1309)

Beled fia Belednek öt fia azonosítható: Miklós, Imre, János, Beled és László. Imre és Beled leszármazottai két nemzedéken belül kihaltak, Lászlónak pedig nem volt utóda.
Miklós is korán elhalt, egy János nevű fiút hagyott maga után. János, nagybátyjai és a kanizsai ághoz tartozó Imre fiai közötti birtokcserével kapcsolatban szerepel, fia Tamás soproni ispán volt. János leszármazottai lettek a vicai ág fenntartói.
1355-ben Beled ágából csak öten voltak életben, ekkor a Vicán, Lózson, Széplakon, Ballán és Kalacson lévő birtokaikat három egyenlő részre osztották.
Beled fiának Jánosnak az utódai a lózsi előszóval szerepelnek. János unokájának lózsi Jakabnak a fia Imre, a lózsi család hatalmaskodásairól elhíresült személye. Feleségét, pinnyei István leányát, Katát megölte. Ezen tettéért és más pinnyei hatalmaskodásaiért nyolcvan márka megfizetésére kötelezték. Az egyezség részét képezte a pinnyei fiókegyház lózsi anyaegyházról történt leválasztása is. Imrét, más ügyei és meg nem fizetett tartozásai miatt, a győri püspök egyházi tilalom alá vette és kiközösítéssel sújtotta. Mindennek eredménytelensége miatt Zsigmond király az ügyben világi karhatalmi végrehajtást rendelt el. Később a kanizsai ág terjeszkedése miatt került nehéz helyzetbe. Kismarton kanizsaiak által történt elfoglalását követően, a fraknói grófok a nemzetség birtokait, többek közt Imre lakhelyét Lózsot is feldúlták és okleveleit elrabolták. A család fiával Gáspárral halt ki, birtokait – köztük Lózsot is – a vicai ágból való György örökölte. Később vicai György és gyermekei a csornai egyháznak tett telekadományukkal kapcsolatban is szerepeltek.
Az ág 1903-ban Héder győri főispán testvérével, Antóniával halt ki.

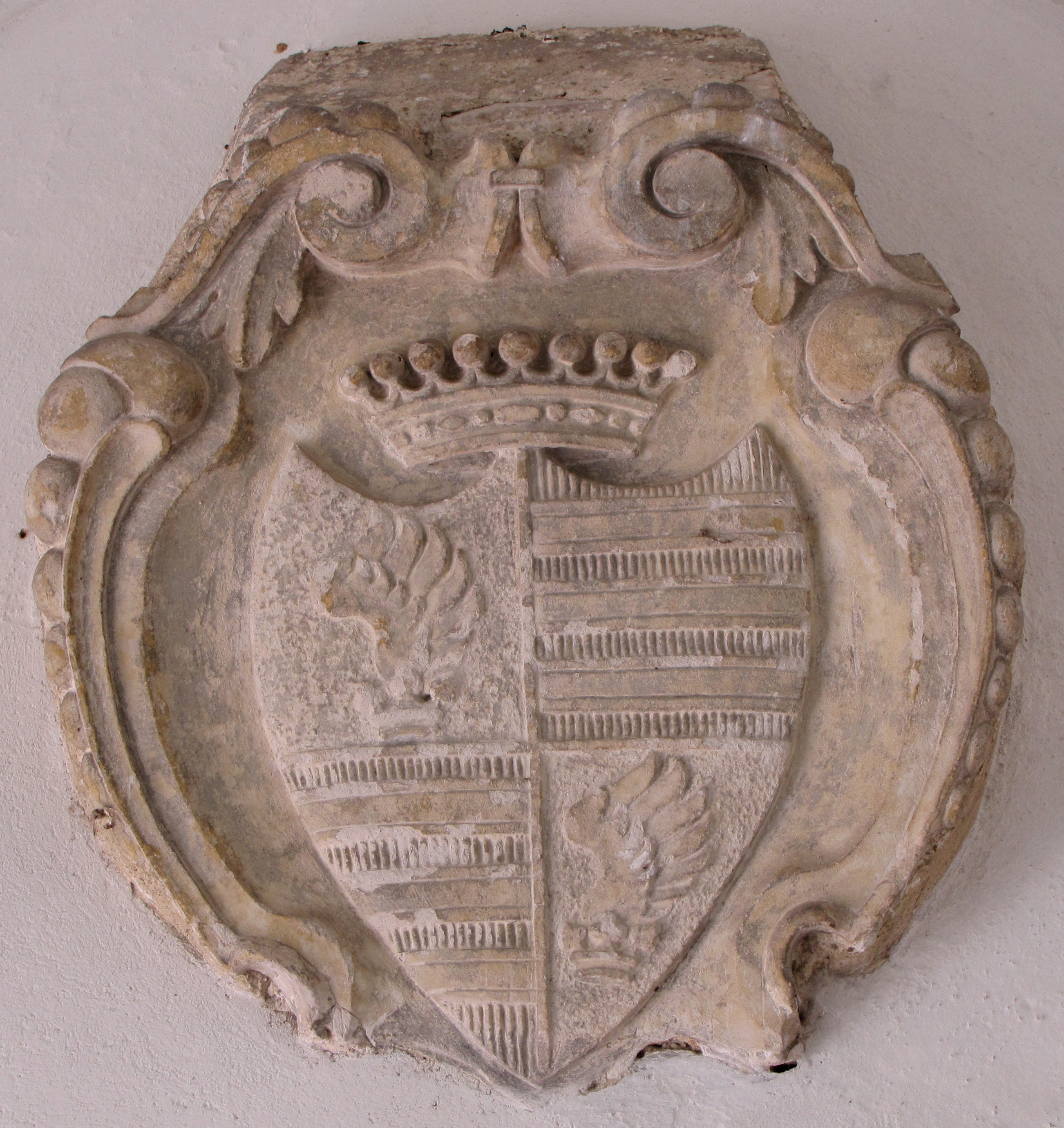
A lózsi ág címere
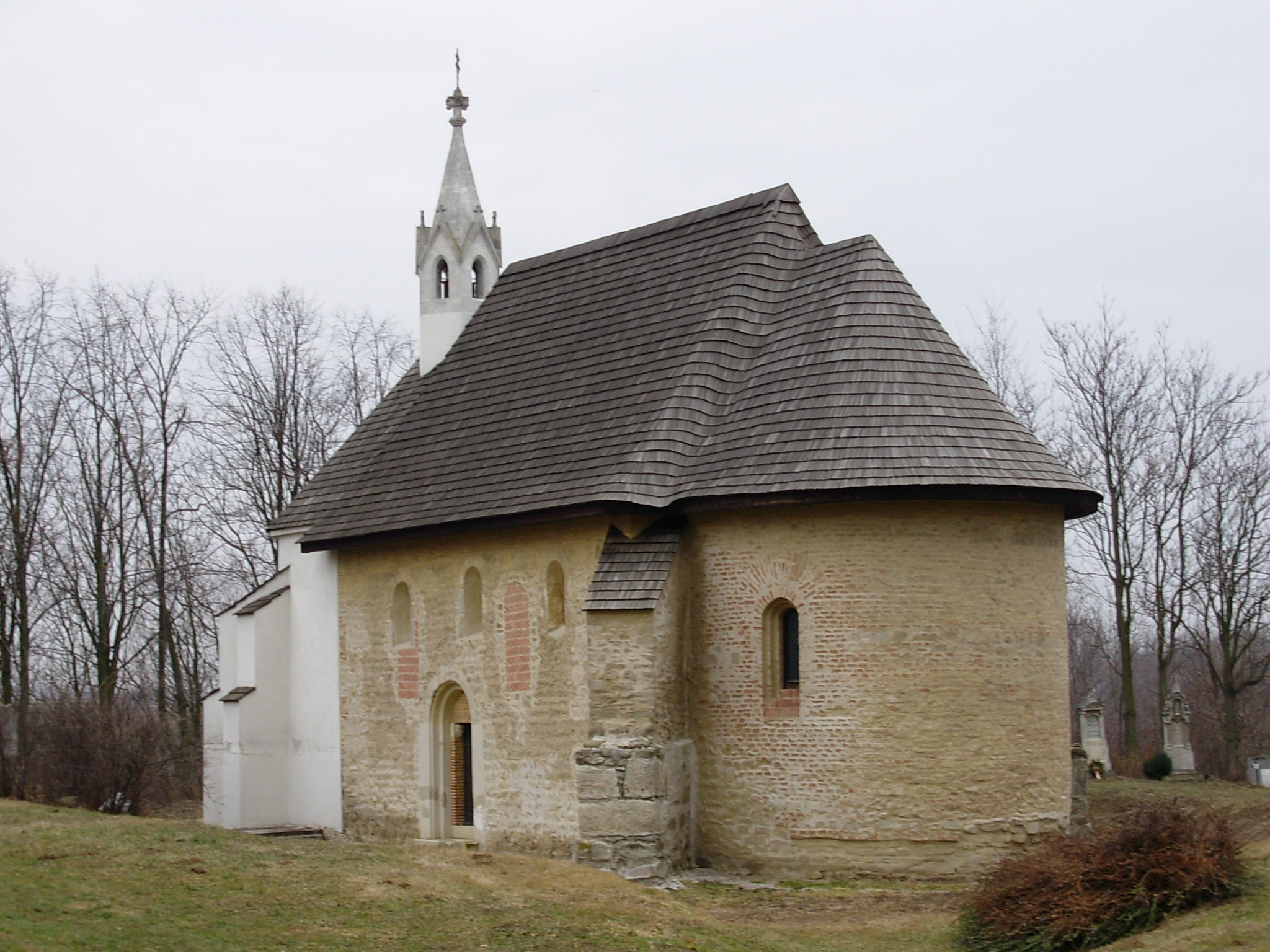
A lózsi Szent István temetőkápolna
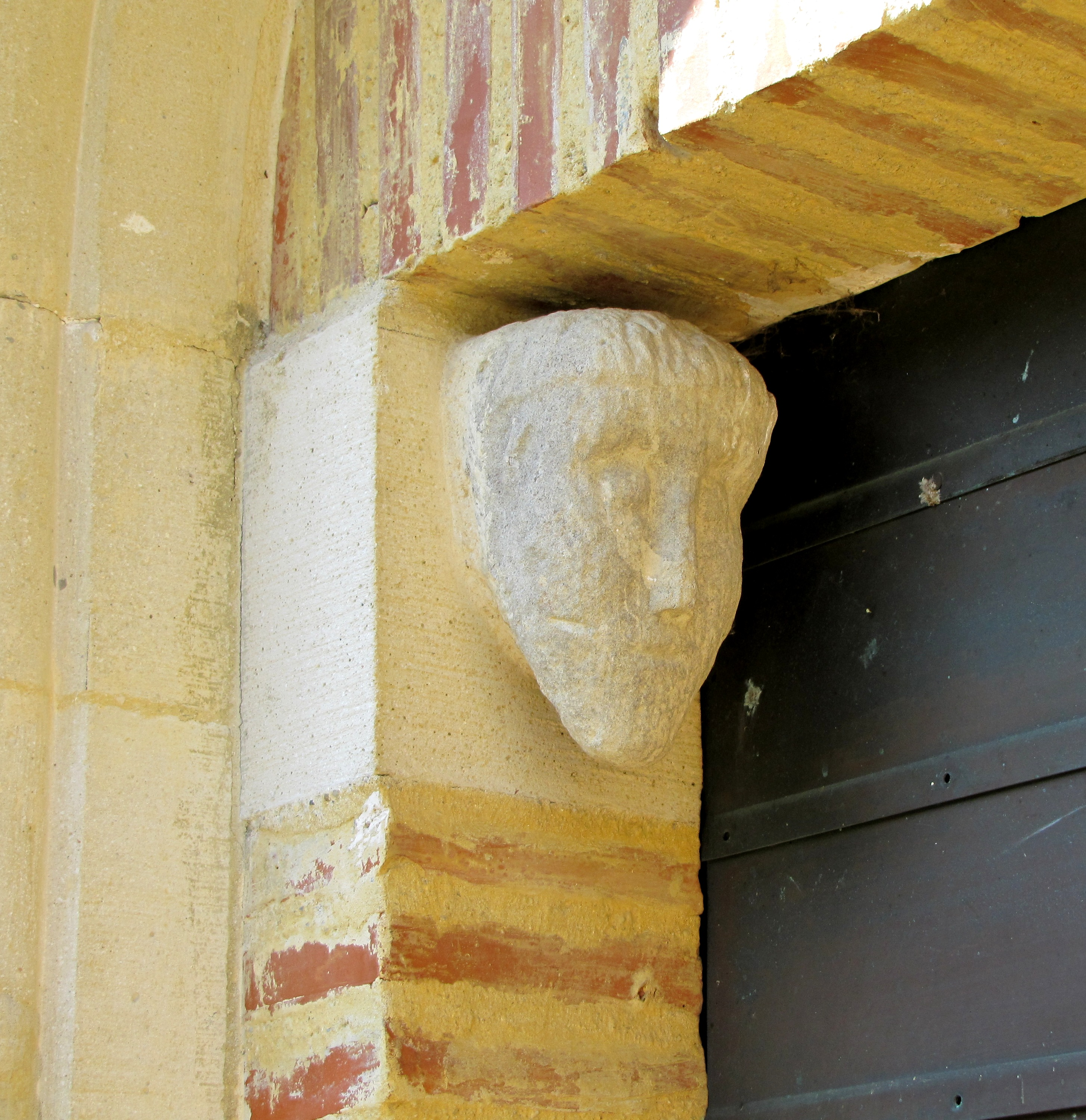
Fejfaragvány a kápolna kapuzatán

#### Birtokaik
A 14. század elejéig beazonosítható birtokok:
A Vicai - Lózsi családnak Moson megye délkeleti részén is voltak birtokaik, ezek: Lobló,  Tárd, Bála, Ilmic és Beled.

#### Az ág nevezetesebb leszármazottai
- vicai György kőszegi kapitány  (1438–1464)
- Ádám báró (–1645)
- Héder győri főispán (1807–1873)

## Az Osl nemzetség címere

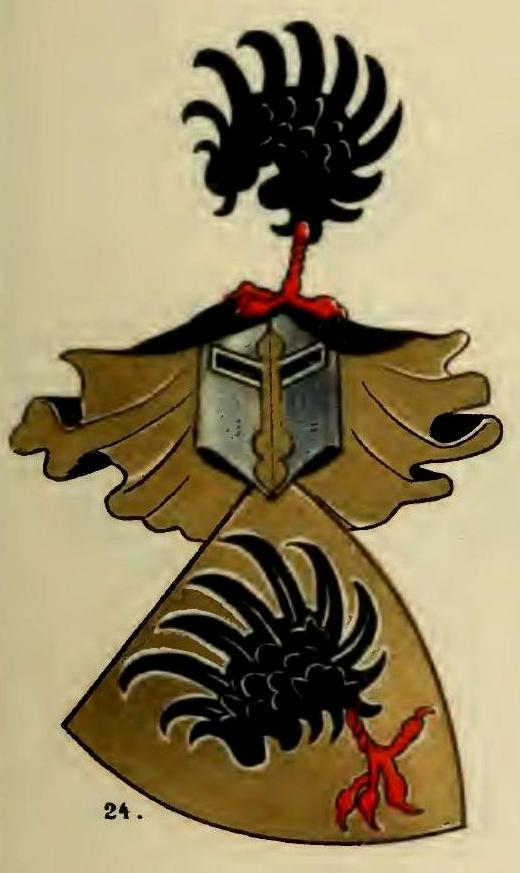
Az Osl nemzetségi címer (Csoma József szerint)

Nemzetségi címerről abban az esetben beszélhetünk, ha ezen egységesnek tekinthető címer a „de genere” jelzővel jellemezhető – 14. század első felével záródó – időszakból maradt fenn. A nemzetségekből származó középnemes családok címerei általában a 14. század után alakultak ki. Ennek fő oka, hogy a köznemességnek nem volt módja saját címeres zászló alatt hadba vonulni, illetve saját pecsét alatt hiteles okmányt kiállítani. Ezt a feltételezést a mohácsi vész előtti címeradományozások – mintegy kétszáz armális – is alátámasztják.
Az Osl nemzetség címerének a pajzsa és a sisakdísze több heraldikai emléken is közel azonos formában található meg. A nemzetség címermotívuma a szárnyas sasláb volt, a pajzson és a sisakon egyaránt. A nemzetséget érintő első nem vitatott heraldikai emléknek Osl Domonkos macsói bán 1345. évi pecsétje tekinthető.
Jelentősebb középkori, heraldikai tartalmú emlékek:
- Miklós vagy Domonkos macsói bán sírkőtöredéke:

A szávaszentdemeteri ferences kolostor templomának szentélyében feltárt sírkőtöredék, egy mészkő sírlap középső része. Feliratmaradványai alapján nem dönthető el, hogy a két Osl nembeli bán közül melyik sírkövéből származik.
„A töredéken vésett vonalkerettel leválasztott majuszkulás körirat és aszimmetrikusan elhelyezett, pajzs nélküli, ugyancsak vésett címerábra jelenik meg. Típusa jellemzően 14. századi. A címeren az Osl nemzetség szárnyas saslába jelenik meg. … A köriraton az évszámból csak az ezrest és az első százast jelölő rész maradt meg: (ANNO)  D(OMI)NI.M.C.(…). A körirat másik oldalán fennmaradt szövegtöredék – S.BANVS.D – bánra utal.”
- István, zágrábi püspök pecsétje (1363):

A pecsét körirata:  S.STEPHANI. EP. ZAGRABIEN. ET. REGNI. SCLAVONIE. VICAR. LODOVICI …
A pecsét mezején az Osl nemzetség sisakdísze található: csöbörsisakon álló szárnyas sasláb, a szárnyak tollai között lebegő fehér kendővel, erre a király címerének sisakdísze van illesztve (a strucctollakból előtűnő, csőrében patkót tartó strucc, amely az Anjou-korban  az ország címerének is részét képezte).
- Kanizsai János esztergomi érsek pecsétje (1396)
- Zsigmond magyar király Albert osztrák herceggel kötött örökösödési szerződése (1402):

Ez a sokpecsétes oklevél 111 ép függőpecsétet tartalmaz. Köztük Kanizsai István ajtónállómester, Lózsi-Vicai Beled (körirata szerint: s. weled), Ostfi Gergely vasi ispán és Kanizsai János esztergomi érsek pecsétjeit.
- Kanizsai János esztergomi érsek gyűrűs függőpecsétje (1404)
- Kanizsai Miklós tárnokmester sírkőtöredéke (~1404):

A vörösmárvány sírkő egyik darabja a soproni Fabricius-házban található. A Zala megyében előkerült másik darabjának körirata: nicolvs de Kanisa condam mag(iste)r. Az azonosítás szerint eredeti helye az örményesi pálos kolostor volt.
„Az egykori sírkőlap jobb felső sarkát hordozó töredék keretsávján gótikus minuszkulás körirat fut. A kerettől enyhén mélyülő mező felső részén domborművű ábra látható: jobbra dőlő, kisméretű címerpajzsban (talprésze letörött) bal haránt helyzetben madárlábon álló, balra néző sasszárny. A pajzs bal felső sarkán balra néző csöbörsisak ül, egyszerű szemréssel és kereszt alakú oldalnyílással, alul a pajzs oldalai mentén futó, visszahajló végű peremmel. A sisak tetejéről előre és hátra egy-egy „pozsgás levelű”, indaszerű takarófoszlány indul. A sisak fölött a balra néző szárnyas sasláb mint sisakdísz ismétlődik.”
- Kanizsai Dorottya armálisa (1519)
- Kanizsai László armálisa (1519)

A Lózsi-Vicai ág újkori címerében a sasláb koronán áll, hasonlóan az újkori Ostfi címerben találhatóhoz, de az Ostfiak címerében a korona hármas halomra van helyezve.
Az Osl nemzetség címerének színeire nézve a Konrad Grünenberg 1483. évi címerkönyvébe festett címer tekinthető a legrégebbinek, ez egyezést mutat Rudolf Johann Helmer 1705. évi címerkönyvében közölt címer színeivel; Helmer a Kanizsaiak címerét is azonos színben közölte. Körmendi Tamás szerint, Grünenberg a magyar vonatkozású részleteket Ulrich Richental konstanzi zsinatról írt 1420 körüli munkájából merítette, így forrásértéke kétséges. A Kanizsai Dorottya armálisában található címerpajzs és a Lózsi-Vicai ág címerének pajzsa  arany színű, a Kanizsai László armálisában szereplő címerpajzs és az Ostfi címerpajzs ellenben kék színű. Csoma József szerint a magyar heraldikában a kék szín gyanús és mellőzendő. A szárnyas sasláb színe minden esetben fekete.
A nemzetségi címer Csoma József szerinti leírása: arany pajzsban, veressel fegyverzett fekete szárnyas sasláb ; a sisakdísz és pajzsalak takaró fekete-arany. Körmendi Tamás szerint a Csoma által közölt máz színek vitathatók, valamint a pajzson kívüli külső ékítményeket sem tarja a címerhez tartozónak.